# Maurizio Scelli
Maurizio Scelli (Sulmona, 28 febbraio 1961) è un avvocato e politico italiano.
È stato Commissario Straordinario della Croce Rossa Italiana e deputato alla Camera dei deputati.

## Biografia
Laureato in giurisprudenza, è avvocato civilista.

### Impegno umanitario
Inizia l'esperienza nell'UNITALSI (Unione Nazionale Italiana Trasporto Ammalati a Lourdes e Santuari Internazionali) nel 1993 quando, per elezione e su base volontaria, assume la guida di una delle più importanti associazioni cattoliche di volontari, di cui è presidente fino al 2001.
Nel 2000 è inoltre nominato Presidente del Comitato Organizzatore del Giubileo degli ammalati, che si svolge a metà del mese di febbraio, e membro della Commissione mista Stato Italiano Vaticano, istituita per il coordinamento della mobilità di gestione dei rapporti con gli enti istituzionali interessati alla organizzazione della “XV Giornata Mondiale dei Giovani”, che si tiene a Roma nella settimana del 15-20 agosto 2000, alla quale partecipano 2 milioni di giovani provenienti da ogni parte del mondo, fra cui migliaia di giovani disabili.

### Impegno politico
L'esordio politico di Maurizio Scelli avviene nelle elezioni politiche del maggio 2001: è infatti candidato con Forza Italia nel collegio uninominale Roma Gianicolense. L'ex Commissario della CRI raccoglie il 43,5% dei consensi e viene dunque eletto Walter Tocci, già vice sindaco a Roma nella giunta guidata da Francesco Rutelli. In seguito, nel marzo 2005, Scelli forma un movimento giovanile vicino al partito di Berlusconi chiamato "Italia di Nuovo": il battesimo si tiene al Palazzetto dello Sport di Firenze alla presenza dello stesso Presidente del Consiglio.

### Commissario della Croce Rossa
Era vicecommissario straordinario della Croce Rossa Italiana da un mese, quando nel novembre 2002 con le dimissioni del commissario Staffan De Mistura, ne assume la direzione 
Nell'aprile 2003 il governo Berlusconi lo conferma commissario straordinario.
Nel periodo trascorso al vertice della Croce Rossa Italiana organizza e partecipa a numerose missioni all'estero. Per una parte consistente della critica e dell'opinione pubblica è stato un abile mediatore, capace di contribuire alla liberazione di alcuni ostaggi in Iraq con valutazioni e scelte che ne hanno esaltato l'indubbia capacità operativa in scenari difficili; altri si sono invece soffermati sugli elementi di criticità relativi alla gestione di un organismo tra i più rilevanti per la portata dei compiti statutari. La Croce Rossa Italiana, all'epoca dei fatti, era un ente pubblico a cui facevano capo 300.000 volontari con 4000 dipendenti, anch'essi pubblici, organizzati in 1300 sedi presenti in Italia e nel mondo.
Nello svolgimento di tale attività porta a compimento la riforma della CRI, percorrendo due distinti binari: in primo luogo quello delle modifiche allo statuto vigente, approvate dal Parlamento con la legge n°1 del 2005; di seguito operando una radicale riorganizzazione dell'ente attraverso il risanamento economico e finanziario. Risultato, quest'ultimo, raggiunto attraverso la gestione di circa 400.000.000,00 euro annui.  
La realizzazione di un ospedale da campo a Baghdad e la gestione del Saddam Hospital, unite al ruolo di primissimo piano svolto nella felice conclusione di drammatiche vicende legate al sequestro di cittadini italiani, tra i quali le volontarie Simona Pari e Simona Torretta, liberate nel 2004, conferiscono alla Croce Rossa una credibilità e un peso sempre rilevanti.
Al contempo però la missione viene tacciata di minare alle basi il principio di neutralità ed indipendenza della Croce Rossa, per la protezione concessa alle strutture della CRI dai Carabinieri prima e dai miliziani di Muqtada al-Sadr in un secondo momento.
Rimane Commissario straordinario fino alle elezioni che si sono svolte a Roma il 10-11 dicembre 2005 e che hanno portato alla nomina di Massimo Barra.
Nel maggio 2020 si candida alla presidenza della nuova Croce Rossa Italiana (associazione di diritto privato dal 2012) ma è superato dall'uscente Francesco Rocca e ottiene solo il 18,3% dei voti. 

### Parlamentare della Repubblica
Nel dicembre 2005, Scelli trasforma la sua associazione in un movimento politico culturale, cambiando logo, ma mantenendo il nome "Italia di Nuovo". L'obiettivo è quello di guardare ai giovani, puntando sui valori del solidarismo, del volontariato, della partecipazione e dell'etica pubblica, che costituiscono i punti centrali del suo pensiero e della nuova piattaforma programmatica. In vista delle elezioni politiche del 2006, il movimento intende presentarsi in liste comuni con la DC di Angelo Sandri, ma la formazione non riesce poi a presentarsi alle consultazioni non avendo raggiunto il numero necessario di sottoscrizioni.
Successivamente, in occasione delle elezioni politiche dell'aprile 2008, Scelli si candida ne Il Popolo della Libertà, partito con il quale è eletto nella circoscrizione Abruzzo, essendo stato presentato al terzo posto in lista dietro i co-fondatori del PdL Silvio Berlusconi e Gianfranco Fini. È stato membro della Commissione Giustizia fino al 2013.

### Impegno nello sport
Dal 2011 è il Presidente del Sulmona Calcio, squadra di calcio della sua città natale. Al termine della stagione agonistica 2012-2013,  riporta la squadra abruzzese a distanza di 18 anni in Serie D, dimettendosi al termine della stagione 2013/14.

## Riconoscimenti
Per l'azione umanitaria svolta in Iraq consegue molteplici riconoscimenti e premi per la pace da numerose istituzioni, enti e associazioni pubbliche e private: tra i principali vanno annoverati il Premio Arcinazzo Romano,  il Premio Donati a Pistoia, che ha l'obiettivo di rendere omaggio "agli eroi del nostro tempo che hanno deciso di porsi al servizio degli altri operando per la promozione della giustizia, della conoscenza e del bene comune", e il Premio Dorso. Scelli contribuisce inoltre in maniera determinante al conferimento della medaglia d'oro al valor civile assegnata alla Croce Rossa Italiana dal Presidente Carlo Azeglio Ciampi nel novembre del 2004.

## Questioni giudiziarie
È accusato dalla Procura militare di Roma e dalla Corte dei Conti di aver dirottato verso altre destinazioni i 17 milioni di euro destinati alla missione “Antica Babilonia” a Nassiriya “per interventi urgenti a favore della popolazione irachena”. Secondo l'accusa i fondi sarebbero stati “distratti per esigenze economiche interne alla Croce Rossa Italiana” fra il 2003 e il 2006, invece di essere restituiti al governo".
La Corte dei Conti, con la sentenza n° 1924 del 13 luglio 2009 depositata il 15 ottobre, assolve però Scelli dalle accuse insieme all'ex direttore del dipartimento Amministrazione e Patrimonio della CRI, Virgilio Pandolfi. Nelle 17 pagine di motivazione la magistratura contabile non soltanto evidenzia ampiamente l'insussistenza delle ipotesi accusatorie formulate dalla Procura Generale, ma stabilisce espressamente "che l'utilizzazione a fini interni" della somma di 17.595.845,15 di euro "non costituisce danno sotto il profilo contestato perché il contributo è permettere alla CRI di svolgere i suoi compiti istituzionali nell'ambito della missione in Iraq e in tale finalità rientrano tutte le spese della CRI attinenti alle sue funzionalità istituzionali e svolte nell'ambito della missione".
Nel gennaio 2011 la sezione giurisdizionale del Lazio della Corte dei Conti condanna Scelli in primo grado al risarcimento di 900.000 euro, come risarcimento del danno erariale subito dalla Croce Rossa per alcune irregolarità nell'"acquisizione di servizi e forniture informatiche", operazioni effettuate nonostante la contrarietà dei Revisori dei conti, a causa della mancanza di fondi. Pena poi mitigata dalla Sentenza d'Appello nel Settembre del 2014.
Nell'ambito della stessa vicenda, però, nel settembre del 2009, il Tribunale Penale di Roma, accogliendo le richieste del Pubblico Ministero, ha disposto l'archiviazione del procedimento sulla base del fatto che non vi fosse prova contraria che la condotta dell'indagato non fosse finalizzata che a perseguire l'interesse primario dell'Ente.